# كيت ستون
كيت ستون (بالإنجليزية: Kate Stone)‏ هي مؤلفة وكاتِبة أمريكية، ولدت في 8 يناير 1841، وتوفيت في 28 ديسمبر 1907 في تالولاه في الولايات المتحدة.